# ARLEM
La Asamblea Regional y Local Euromediterránea (ARLEM) es una asamblea permanente de representantes locales y regionales de la Unión Europea y sus socios del Mediterráneo. Esta asamblea está diseñada para proporcionar un marco institucional de reunión de los miembros de Comité Europeo de las Regiones y los representantes de asociaciones europeas implicados en la cooperación euro-mediterránea con sus contrapartes de socios mediterráneos en un cuerpo de junta permanente que abarca las tres orillas del Mediterráneo.

## Historia
En el periodo inmediatamente posterior al establecimiento de la Unión por el Mediterráneo en la Cumbre de París, de julio de 2008, el Comité de las Regiones entregó una propuesta a los jefes de Estado y de Gobierno para la creación, en la forma de Asamblea Regional y Local Euromediterránea, de una dimensión territorial a la colaboración. Esta propuesta estuvo promovida y apoyado por Estados miembros de la Unión Europea.

## Organización
La ARLEM está compuesta por ochenta miembros y dos observadores de la UE y sus países socios mediterráneos. Los miembros son representantes de las regiones y de órganos locales y ostentan un mandato regional o local.
La ARLEM está presidida por una copresidencia que representa por igual a los socios mediterráneos y a la UE. El Grupo de los socios mediterráneos confirma por consenso el nombramiento de su copresidente para un período de dos años y medio. El copresidente de la UE es el presidente en ejercicio del CDR. Los actuales copresidentes son Karl-Heinz Lambertz, presidente del CDR, y Mohamed Boudra, presidente de la AMPCC de Marruecos.
La Mesa de la ARLEM establece la estrategia y los ámbitos de actuación de la Asamblea.
En el seno de la Comisión de Desarrollo Territorial Sostenible, los ponentes de la ARLEM elaboran informes temáticos.